# Xmonad
xmonad är en tiling window manager, det vill säga en fönsterhanterare, för X Window System, skriven i det funktionella programmeringsspråket Haskell. Konfigureringen sker också helt och hållet i Haskell.